# Polární rozklad
Polární rozklad je rozklad reálné (respektive komplexní) čtvercové matice na součin symetrické (respektive hermitovské) pozitivně semidefinitní matice a matice ortogonální (respektive unitární).

## Reálný případ
Uvažujme {\displaystyle A\in \mathbb {R} ^{n\times n}} a její singulární rozklad
{\displaystyle A=U\Sigma V^{T},\qquad U^{-1}=U^{T},\;V^{-1}=V^{T},\;\Sigma =\mathrm {diag} (\sigma _{1},\ldots ,\sigma _{n}),}
kde matice {\displaystyle U} a {\displaystyle V} jsou ortogonální a matice {\displaystyle \Sigma } je diagonální s nezápornými čísly na diagonále tak, že platí
{\displaystyle \sigma _{1}\geq \sigma _{2}\geq \sigma _{3}\geq \ldots \geq \sigma _{n}\geq 0.}
Vložením šikovně rozepsané jednotkové matice, {\displaystyle I=U^{T}U=V^{T}V}, na vhodné místo do singulárního rozkladu, získáme hledaný polární rozklad. Možnosti jsou dvě, buď
{\displaystyle A=(U\Sigma U^{T})(UV^{T})=M_{U}Q,}
kde
{\displaystyle M_{U}=U\Sigma U^{T}}
je symetrická pozitivně semidefinitní (je-li {\displaystyle \sigma _{n}>0}, tj. je-li {\displaystyle A} regulární, pak je symetrická pozitivně definitní) a
{\displaystyle Q=UV^{T}}
je ortogonální. Případně
{\displaystyle A=(UV^{T})(V\Sigma V^{T})=QM_{V},}
kde
{\displaystyle M_{V}=V\Sigma V^{T}}
je opět symetrická pozitivně (semi)definitní.

## Komplexní případ
Zcela analogicky uvažujme {\displaystyle A\in \mathbb {C} ^{n\times n}} a její singulární rozklad
{\displaystyle A=U\Sigma V^{H},\qquad U^{-1}=U^{H},\;V^{-1}=V^{H},\;\Sigma =\mathrm {diag} (\sigma _{1},\ldots ,\sigma _{n}),}
kde matice {\displaystyle U} a {\displaystyle V} jsou unitární a matice {\displaystyle \Sigma } je diagonální s nezápornými čísly na diagonále tak, že platí
{\displaystyle \sigma _{1}\geq \sigma _{2}\geq \sigma _{3}\geq \ldots \geq \sigma _{n}\geq 0.}
Polární rozklad lze opět vyjádřit dvěma způsoby, buď
{\displaystyle A=(U\Sigma U^{H})(UV^{H})=M_{U}Q,}
kde
{\displaystyle M_{U}=U\Sigma U^{H}}
je hermitovská pozitivně semidefinitní (je-li {\displaystyle \sigma _{n}>0}, tj. je-li {\displaystyle A} regulární, pak je hermitovská pozitivně definitní) a
{\displaystyle Q=UV^{H}}
je unitární. Případně
{\displaystyle A=(UV^{H})(V\Sigma V^{H})=QM_{V},}
kde
{\displaystyle M_{V}=V\Sigma V^{H}}
je opět hermitovská pozitivně (semi)definitní.

## Rozšíření na obdélníkový případ
Je-li matice obdélníková, {\displaystyle A\in \mathbb {R} ^{m\times n}} ({\displaystyle \mathbb {C} ^{m\times n}}) a {\displaystyle m<n}, matice má tedy více sloupců než řádků, lze ji, zcela analogickým postupem jako v předchozích případech zapsat jako součin
{\displaystyle A=M_{U}Q}
kde {\displaystyle M_{U}} je symetrická (hermitovská) pozitivně (semi)definitní a matice {\displaystyle Q} má ortonormální řádky.
Pokud je {\displaystyle m>n}, tedy matice má více sloupců než řádků, lze ji zapsat jako součin
{\displaystyle A=QM_{V}}
kde {\displaystyle M_{V}} je symetrická (hermitovská) pozitivně (semi)definitní a matice {\displaystyle Q} má ortonormální sloupce.
Matice {\displaystyle M_{U}}, respektive {\displaystyle M_{V}} je regulární, pokud má matice {\displaystyle A} má lineárně nezávislé řádky, respektive sloupce.

## Maticové identity
Následující vztahy uvádíme pouze pro komplexní případ, reálný případ je zcela analogický.
Obecně, je-li matice {\displaystyle A} čtvercová, nebo obdélníková s více sloupci než řádky, platí
{\displaystyle M_{U}={\sqrt {AA^{H}}}={\sqrt {(M_{U}Q)(M_{U}Q)^{H}}}={\sqrt {(M_{U}Q)(Q^{H}M_{U}^{H})}}={\sqrt {M_{U}M_{U}}}={\sqrt {M_{U}^{2}}}.}
Je-li matice čtvercová, nebo obdélníková s více řádky než sloupci, platí
{\displaystyle M_{V}={\sqrt {A^{H}A}}={\sqrt {(QM_{V})^{H}(QM_{V})}}={\sqrt {(M_{V}^{H}Q^{H})(QM_{V})}}={\sqrt {M_{V}M_{V}}}={\sqrt {M_{V}^{2}}}.}
Viz definici odmocniny z matice.
Rozklady
{\displaystyle M_{U}=U\Sigma U^{H}\qquad {\text{a}}\qquad M_{V}=V\Sigma V^{H}}
představují zároveň Schurovy i Jordanovy rozklady matic {\displaystyle M_{U}} a {\displaystyle M_{V}}.
Singulární čísla {\displaystyle \sigma _{j}}, {\displaystyle j=1,\ldots ,\min\{m,n\}} matice {\displaystyle A} tedy představují vlastní čísla matic {\displaystyle M_{U}} a {\displaystyle M_{V}}.

## Aplikace
Polární rozklad (reálné čtvercové regulární matice) nachází uplatnění zejména v klasické mechanice, kde slouží, v maticovém popisu, k oddělení deformace tělesa (reprezentované symetrickou pozitivně definitní maticí) od pohybu tuhého tělesa, přesněji změny souřadného systému (reprezentované ortogonální maticí).